# Tamayo Marukawa
Tamayo Marukawa (丸川 珠代?, Marukawa Tamayo; Kōbe, 19 gennaio 1971) è una politica giapponese, membro del Partito Liberal Democratico.

## Biografia
Nata a Kōbe, nella prefettura di Hyōgo, il 19 gennaio 1971, si laurea in economia nel 1993 all'Università imperiale di Tokyo. Lavora poi come conduttrice presso la rete televisiva giapponese TV Asahi fino al 2007.

### Carriera politica
Entra poi in politica all'interno del Partito Liberal Democratico, candidandosi alla Camera dei consiglieri per la circoscrizione di Tokyo in occasione delle elezioni del 2007. Vince, ottenendo il seggio in parlamento. È rieletta nel 2010 e nel 2013.
Due anni dopo, nel 2015, viene nominata ministra dell'ambiente e della prevenzione dagli incidenti nucleari dal primo ministro Shinzō Abe. Occupa quest'incarico per circa 10 mesi, quando cambia dicastero, divenendo titolare di quello per l'uguaglianza di genere. Inoltre, è responsabile dei giochi olimpici e paralimpici di Tokyo del 2020, in sostituzione di Toshiaki Endō. Rimane in carica per un anno.
Nello stesso periodo viene riconfermata consigliera, così come nel 2019.
Nel 2021 è nuovamente nominata ministra per le Olimpiadi e Paralimpiadi dal primo ministro Yoshihide Suga, rimpiazzando la predecessora Seiko Hashimoto. Anche in questo caso è incaricata del ministero dell'uguaglianza di genere e dell'emancipazione femminile.
In passato è stata affiliata all'organizzazione Nippon Kaigi.

### Vita privata
Si sposa nel 2008 con Taku Ostuda, politico e membro della Camera dei rappresentanti. Insieme hanno un figlio.